# Ahmed Yasin Ghani
Ahmed Yasin Ghani (Bagdad, 22 de abril de 1991) es un futbolista iraquí. Juega como centrocampista y su equipo es el Örebro SK de la Allsvenskan de Suecia.

## Selección nacional
Ha formado parte de todas las selecciones iraquíes. Juega en la mayor, debutando contra Japón, vive en Suecia desde que su familia se mudó inmigrando a tal país.

## Clubes
| Club                    | País           | Año       |
| ----------------------- | -------------- | --------- |
| BK Forward              | Suecia         | 2009-2010 |
| Örebro SK               | Suecia         | 2011-2015 |
| Aarhus GF               | Dinamarca      | 2015-2016 |
| AIK Solna               | Suecia         | 2016-2018 |
| Muaither S. C. (cedido) | Catar          | 2017      |
| BK Häcken (cedido)      | Suecia         | 2017      |
| Al-Khor S. C.           | Catar          | 2018      |
| BK Häcken               | Suecia         | 2019-2020 |
| Denizlispor             | Turquía        | 2021      |
| Örebro SK               | Suecia         | 2021-2022 |
| Al-Kholood Club         | Arabia Saudita | 2023-2024 |
| Örebro SK               | Suecia         | 2024-     |